# Катастрофа DC-4 под Боготой
В субботу 15 февраля 1947 года в окрестностях Боготы потерпел катастрофу DC-4 компании Avianca, в результате чего погибли 53 человека.

## Самолёт
Данный DC-4 с заводским номером 10439 был выпущен в 1944 году и сперва эксплуатировался американской компанией Pan American World Airways. В мае 1946 года его приобрела колумбийская Avianca, в которой получил бортовой номер C-114 и был третьим в первой партии из шести DC-4 (112—117), приобретённых данной компанией. Наличие самолётов высокой дальности позволило начать Avianca выполнять международные рейсы, а 15 сентября авиалайнеры были освящены архиепископом Пердомо (es:Ismael Perdomo Borrero). 19 октября авиалайнеры DC-4 начали выполнять первые полёты в Европу.

## Катастрофа
Самолёт выполнял внутренний рейс из Барранкильи в Боготу. Пилотировали его американские пилоты: командир Кеннет Ньютон По (англ. Kenneth Newton Poe) и второй пилот Рой Джордж Кей (англ. Roy George Kaye). В салоне работали бортпроводники-колумбийцы Аида Чуфжи (исп. Aida Chufji) и Карлос Родригес (исп. Carlos Rodríguez). Стоит отметить, что компания была вынуждена привлекать американских лётчиков, так как на то время в самой стране не хватало лётчиков-колумбийцев. На борту находились 49 (в некоторых источниках — 48) пассажиров различных национальностей.
На подходе к Боготе при облёте гор авиалайнер попал в густую облачность. Через некоторое время летящий на высоте 10 500 футов над уровнем моря (3200 метров) DC-4 в 30 километрах северо-западней Боготы на крейсерской скорости врезался в гору Эль-Табласо (исп. El Tablazo) в местности Сабана-де-Богота (исп. Sabana de Bogotá) и взорвался. Все 53 человека на борту погибли. На момент событий это была крупнейшая катастрофа DC-4 и крупнейшая авиакатастрофа в Колумбии (будет превзойдена в 1966 году).

## Причина
Причиной катастрофы была названа ошибка пилотов. Они часто летали над горами, но не имели должного опыта полёта среди них, а потому не знали особенностей колумбийских Анд.